# Ustad Isa

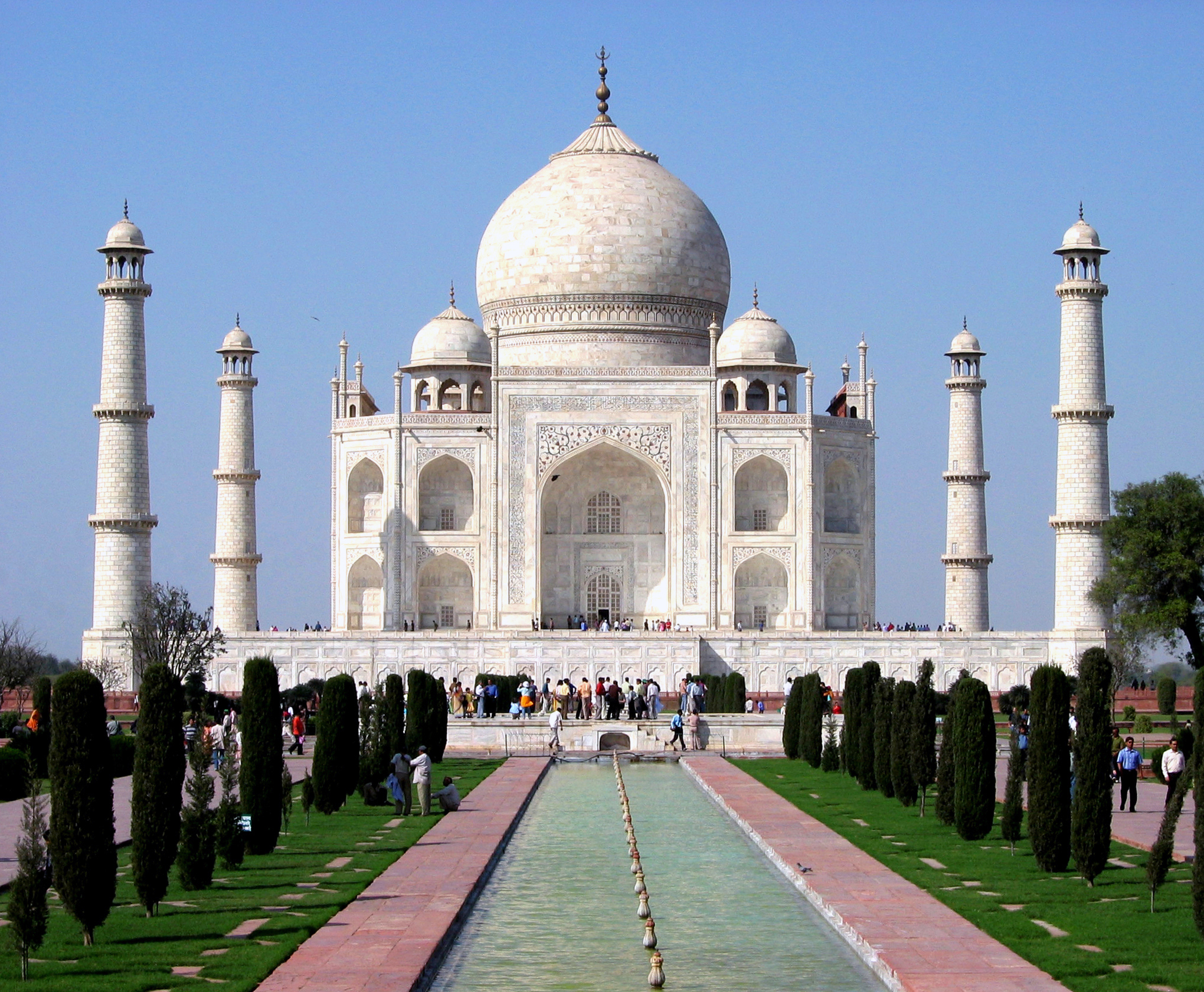
Vista frontal do Taj Mahal, em Agra, na Índia

Ustad Isa (em persa: استاد عيسى - Mestre Isa) foi um arquiteto persa, e o provável arquiteto do Taj Mahal, encomendado por Shah Jahan como túmulo e memorial para sua esposa Aryumand Banu Begam.
A construção do Tal Mahal começou em 1632 e levou 22 anos. Um grupo de arquitetos foi chamado de vários lugares do mundo, mas o crédito como chefe de todos eles é dado, com alguma incerteza, a Ustad Isa, que era persa. 
Foi auxiliado por outro persa, Isa Muhamed Efendi, pupilo do grande arquiteto turco Sinan, por um veneziano chamado Geronimo Veroneo e outro persa, Amanat Khan Shirazi.